# Straßenbahn Kiew

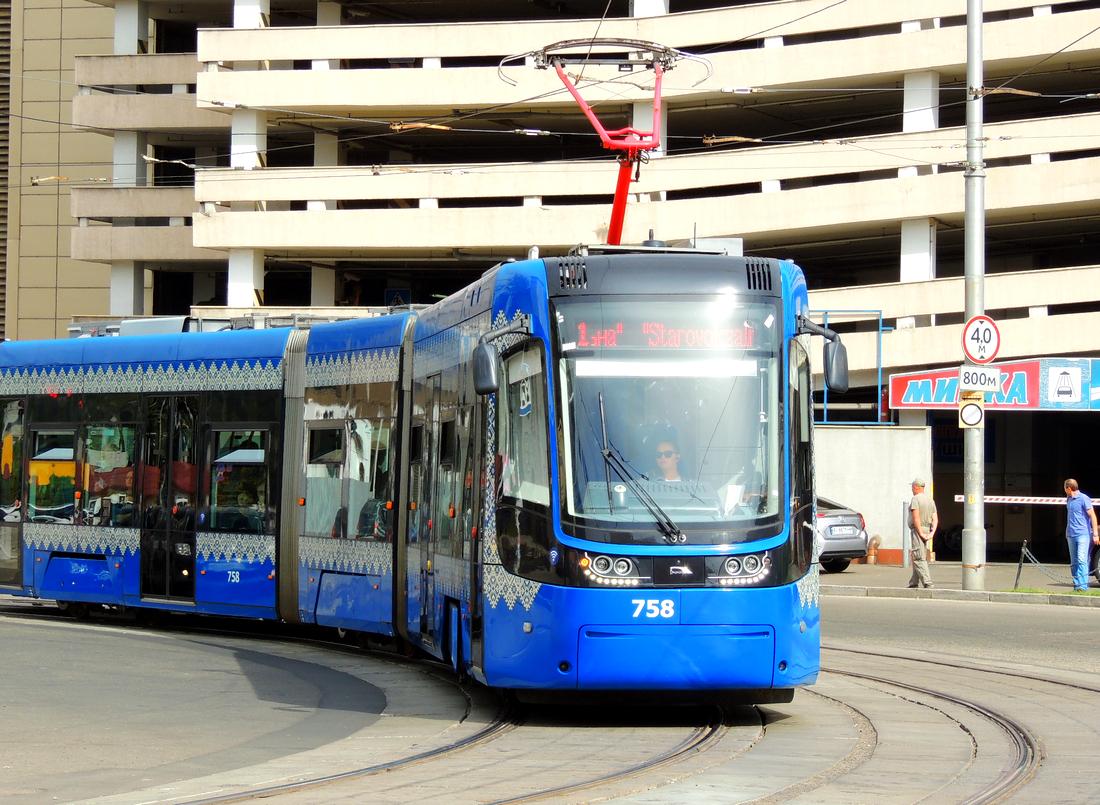
Gelenktriebwagen Typ Pesa Fokstrot (2015)

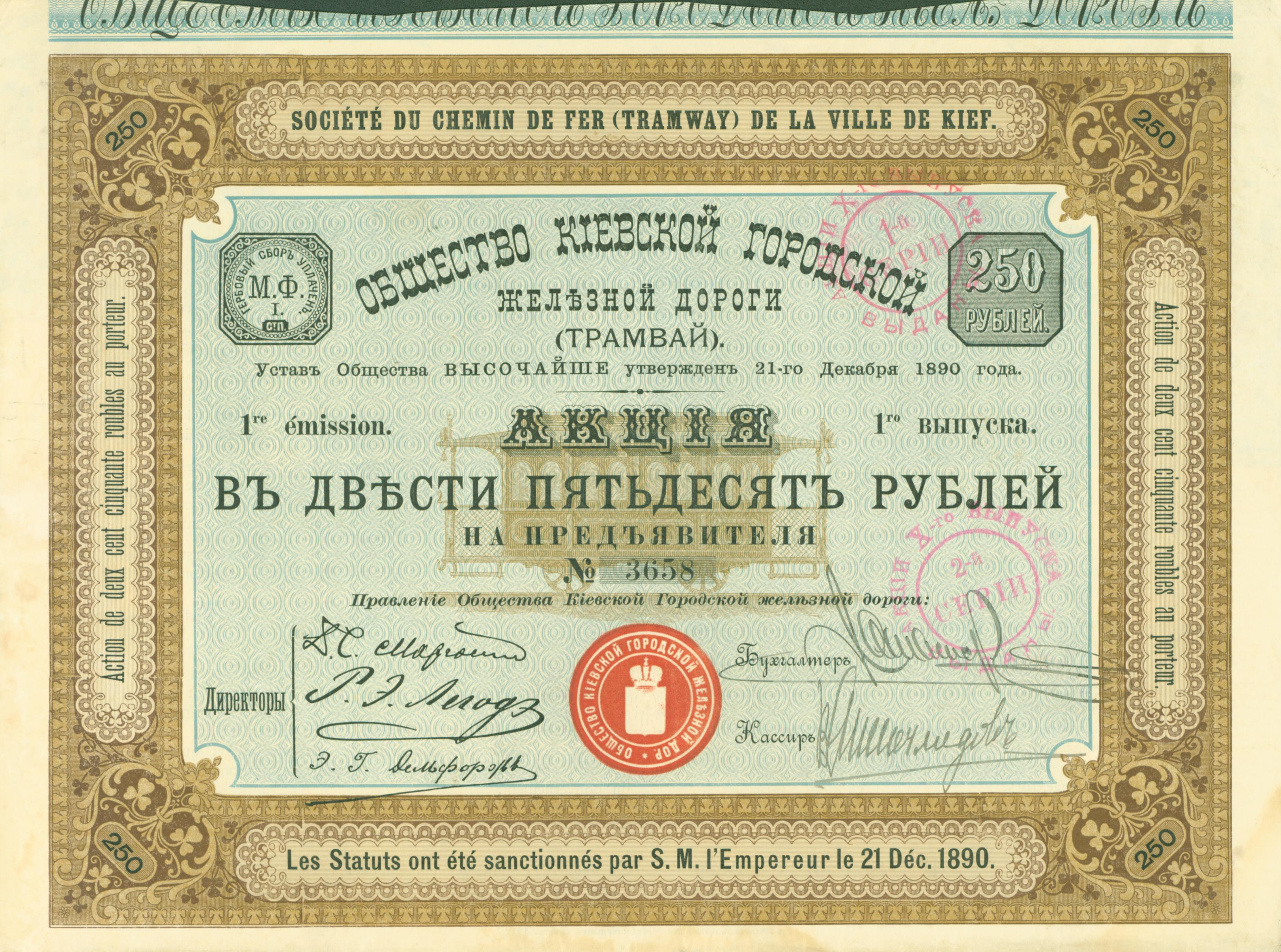
Aktie der Société du Chemin de Fer (Tramway) de la Ville de Kief vom 21. Dezember 1890

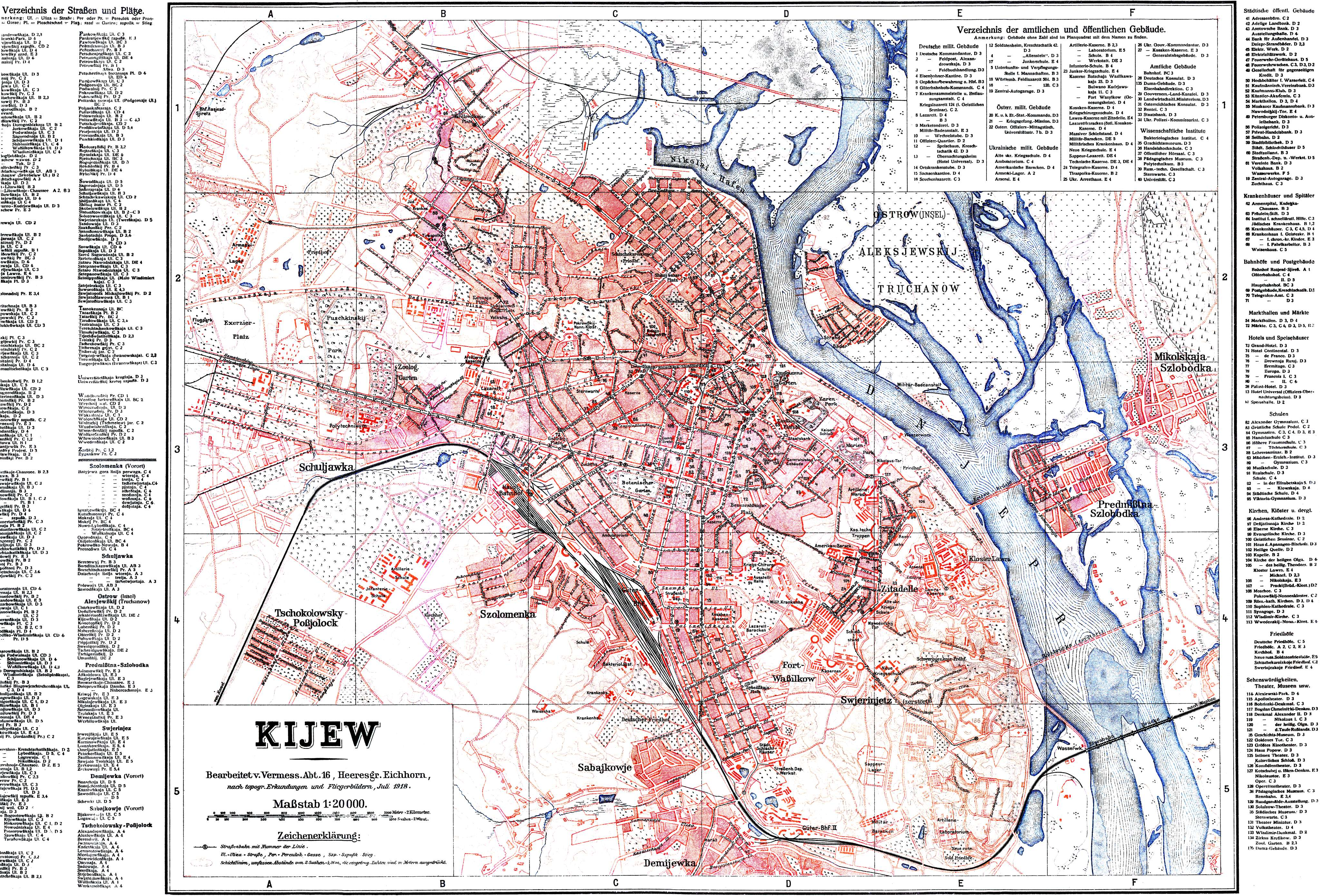
Karte der Straßenbahn Kiew (1918)

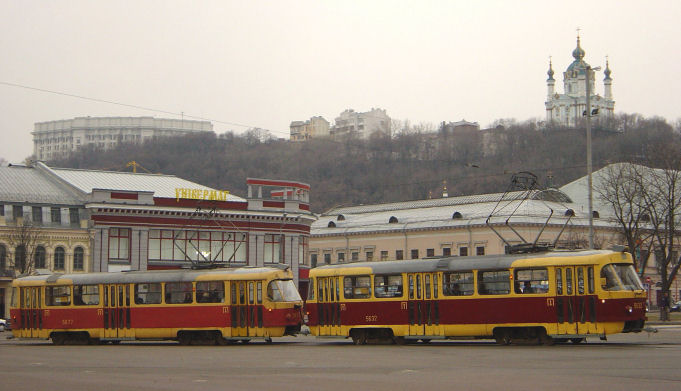
T3SU-Doppeltraktion an der Kontraktowa Ploschtscha (2003)

Die Straßenbahn Kiew (ukrainisch Київський Трамвай) ist ein Straßenbahnbetrieb in der ukrainischen Hauptstadt Kiew. Sie geht auf eine am 11. August 1891 gegründete Pferdebahn zurück.

## Geschichte
Der Kiewer Stadtrat veranstaltete 1886 einen Wettbewerb für das beste Projekt zur Errichtung einer Stadtbahn, den der Militäringenieur und Unternehmer Amand Jegorowitsch Struwe, der bereits in den Jahrzehnten zuvor an der Errichtung der Wasserversorgung und der Eisenbahnbrücke beteiligt war, gewann. Am 7. Juli 1889 wurde mit ihm ein Vertrag zum Bau der Straßenbahn abgeschlossen.
Am 19. Februar 1892 wurde die erste Dampfstraßenbahn in Betrieb genommen und noch nicht einmal vier Monate später folgte am 13. Juni die erste elektrische Straßenbahn. In den folgenden Jahren wurden unterschiedliche Bahnen mit unterschiedlichen Spurweiten von verschiedenen Unternehmen in der Stadt gebaut. Zwischen 1894 und 1901 wurden alle Pferdebahnlinien auf elektrischen Betrieb umgestellt. 1912 wurde eine Benzolstraßenbahn eröffnet, die bis 1934 ebenfalls elektrifiziert wurde. Bis 1925 wurden alle Linien auf die russische Breitspur (1524 mm) umgespurt.
In den Jahren nach dem Zweiten Weltkrieg wuchs das Netz weiter ins Umland hinein. Gleichzeitig wurde es in der Innenstadt immer weiter ausgedünnt und Linien auf O-Bus umgestellt. Betreiber der Straßenbahn ist das Kiewer kommunale Personenverkehrsunternehmen Kyjiwpastrans (Київпастранс).

## 2010er Jahre
2018 verkehrten folgende Linien auf zwei Teilnetzen rechts und links des Dnepr, nachdem der Straßenbahnverkehr über die Paton-Brücke 2004 eingestellt wurde:
- Die Linien 1, 2, 3, 11, 12, 14, 15, 16, 17, 18 und 19 verkehrten am rechten Ufer des Dnepr im Bereich um das Stadtzentrum herum.
- Die Linien 4, 5, 8, 22, 23, 25, 28, 29, 33 und 35 verkehrten am linken Ufer des Dnepr.

Die neuesten Fahrzeuge sind solche der Typen Elektron T5B64 und Pesa Fokstrot.
Aktuell sind folgende Baureihen vorhanden:
| Baureihe  | Hersteller                       | Einsatzzeitraum | Anzahl | Anmerkungen                                                                              |
| --------- | -------------------------------- | --------------- | ------ | ---------------------------------------------------------------------------------------- |
| T3SU      | ČKD Tatra                        | seit 1964       | 71     |                                                                                          |
| T3P       | ČKD Tatra                        | seit 2000       | 3      |                                                                                          |
| T3SUCS    | ČKD Tatra                        | seit 2013       | 135    | aus Prag, Ostrava, Košice und Most - Litvínov übernommen                                 |
| T3        | ČKD Tatra                        | seit 2012       | 9      | aus Prag übernommen                                                                      |
| T6B5SU    | ČKD Tatra                        | seit 1985       | 16     |                                                                                          |
| T6A5      | ČKD Tatra                        | seit 2017       | 7      | aus Prag übernommen                                                                      |
| T5B64     | Electrontrans                    | seit 2015       | 11     |                                                                                          |
| TR843     | Korporatsiya Bogdan              | seit 2012       | 1      |                                                                                          |
| T3UA-3    | Kyijwpastrans                    | seit 2012       | 6      | modernisierter Tatra T3 mit Niederflureinstieg                                           |
| K3R-NNP   | Kyijwpastrans                    | seit 2013       | 1      |                                                                                          |
| KT3UA     | Kyivskyi Zavod Elektrotransportu | seit 2004       | 13     | Gelenkwagen mit Niederflurmittelteil auf Basis des Tatra T3                              |
| 71-414K   | Pesa                             | seit 2015       | 47     | herstellerseitige Typenbezeichnung „Fokstrot“                                            |
| 71-414K-2 | Pesa                             | seit 2019       | 10     | herstellerseitige Typenbezeichnung „Fokstrot“; ausgerüstet zum Einsatz in Doppeltraktion |
| K1M8      | Tatra-Yug                        | seit 2012       | 4      |                                                                                          |
| K1M6      | Tatra-Yug                        | seit 2018       | 1      |                                                                                          |
| K1T306    | Tatra-Yug                        | seit 2021       | 10     |                                                                                          |